# Стефан Чоловић (швајцарски фудбалер)
Стефан Чоловић (2. јул 1994) швајцарски је фудбалер.

## Каријера
Чоловић је наступао у млађим категоријама швајцарског Базела, са којим је учествовао на турниру NextGen Series за омладинце. Његов клуб је био у групи са младом екипом Тотенхема чији је Чоловић касније био члан, у периоду од средине 2012. до почетка 2014. године. Потом је током лета 2014. тренирао са саставом ОФК Београда и током припремног периода са екипом учествовао у „Лав Јашин” купу у Москви. Остао је у саставу и Суперлигу Србије, у којој је дебитовао 2. новембра против Радничког из Крагујевца.

## Статистика

#### Клупска
Ажурирано 11. априла 2021.
| Клуб        | Сезона   | Лига             | Лига    | Лига   | Национални куп | Национални куп | Европа  | Европа | Остало  | Остало | Укупно  | Укупно |
| Клуб        | Сезона   | Дивизија         | Наступа | Голова | Наступа        | Голова         | Наступа | Голова | Наступа | Голова | Наступа | Голова |
| ----------- | -------- | ---------------- | ------- | ------ | -------------- | -------------- | ------- | ------ | ------- | ------ | ------- | ------ |
| ОФК Београд | 2014/15. | Суперлига Србије | 1       | 0      | 0              | 0              | —       | —      | —       | —      | 1       | 0      |